# Gammarus bucharensis
Gammarus bucharensis is een vlokreeftensoort uit de familie van de Gammaridae. De wetenschappelijke naam van de soort is voor het eerst geldig gepubliceerd in 1935 door Martynov.